# ГЕС Кастело до Боде
ГЕС Кастело до Боде (порт. Barragem de Castelo de Bode) — гідроелектростанція в центральній частині Португалії. Знаходячись після ГЕС Bouçã, становить нижній ступінь у каскаді на річці Зезере, яка є лівою притокою Тежу (найбільша річка Піренейського півострова, що дренує його центральну частину та впадає в Атлантичний океан біля Лісабона).
В межах проекту річку перекрили бетонною арковою греблею висотою 115 метрів та довжиною 402 метра, яка потребувала 430 тис. м3 матеріалу. Вона утримує водосховище площею поверхні 33 км2 та об'ємом 1095 млн м3 (корисний об'єм 900 млн м3).
Машинний зал обладнано трьома турбінами типу Френсіс потужністю по 46 МВт. Вони працюють при напорі від 53 до 96 метрів та забезпечують виробництво 397 млн кВт-год електроенергії на рік.
Зв'язок з енергосистемою здійснюється по ЛЕП, що працює під напругою 220 кВ.